# Distrito de Kenema
El distrito de Kenema es uno de los catorce distritos de Sierra Leona y uno de los tres de la provincia del Este. Cubre un área de 6.345 km² y albergaba una población de 772 472 personas en 2021. La capital es Kenema.

## División administrativa
El distrito está dividido en 17 municipios (chiefdoms). Su población en 2015 era la siguiente:
- Dama 30 751
- Dodo 22 858
- Gaura 18 217
- Gorama Mende 43 359
- Kandu Leppiama 18 229
- Kenema City 200 443
- Koya 13 482
- Langrama 3584
- Lower Bambara 76 281
- Malegohun 20 544
- Niawa 7815
- Nomo 5491
- Nongowa 45 562
- Simbaru 17 397
- Small Bo 29 498
- Tunkia36 054
- Wandor 20 326